# 한국경영학회
한국경영학회(韓國經營學會)는 1957년 12월에 연세대학교와 고려대학교가 주체가 되어 9명의 발기인에 의해 발족된 단체이다. 초대 회장에는 고려대학교의 김효록 교수가 취임하였다. 발전은 극히 부진하였는데, 그 주된 이유로는 당시 경영학을 받아들일 만한 사회적 환경이 조성되어 있지 않았으며, 또한 회원들의 관심도 적었기 때문이었다.
그 후 1970년에 이르러 한국경영학회를 재정비하려는 회원들의 희망이 고조되어 학회가 부활, 2대회장에 황병준(黃炳晙) 교수가 선임되었다. 이때부터 동 학회는 활기를 띠기 시작하여 일대 약진을 보이기 시작한 것이다. 이어서 정수영 교수, 이종하 교수, 오상락 교수, 조익순 교수, 정종진 교수, 심병구 교수 등이 역대 회장에 선임되었다.
학회 활동으로는 1971년에 광주에서 연구발표회를 개최하였고, 1972년에는 고려대학교에서 '불황극복을 위하여'라는 주제하에서 세미나를 개최하였으며, 73년에는 '한국 경영학의 교육방향'이라는 주제로 연구발표회가 있었다. 그 후로도 매년 연구발표회를 계속 개최하여 76년에는 '산업협동을 위한 경영학 교육의 방향', 77년에는 '경영자의 가치관과 경영이념의 구현'이라는 주제하여 연구회를 개최하였다.
이상에서 본 바와 같이 한국경영학회가 획기적인 발전을 갖게 된 것은 1970년대에 들어서이다.
한국경영학회의 사업으로서 동 학회의 기관지인 『경영학연구(經營學硏究)』가 1971년 이후에 발간되었고, 1972년 12월에는 제2집이 발간되어 현재에 이르고 있다(연 1회 발간). 뉴스 페이퍼로서는 『한국경영학회보(韓國經營學會報)』가 연4회 발간되며 거기에서는 주로 동 학회의 운영과 회원의 동정 및 주요 뉴스가 간단히 소개되어 한국경영학회의 움직임을 이해하는 데 도움이 되었다.
동 학회의 최대행사인 연구발표회(세미나)는 원칙적으로 연 3회 서울(2회)과 지방(1회)을 순회하면서 개회하고 있다. 이들 동 학회의 기관지인 『경영학연구』는 1971년에 발간된 창간호에서 「우리나라 경영의 특질과 체질개선의 방향」과 「70년대 경영자 자세와 창조적 경영철학」이란 기조논문(基調論文)을 비롯하여 8편의 논문과 4편의 서평이 수록되어 있으며, 제2집(1972년 12월발간)에는 「불황극복을 위하여」라는 기조연설문과 「기업경영과 산업합리화」라는 찬조논문을 비롯하여 9편의 논문과 4편의 서평이 수록되어 있다. 이러한 기조논문이나 학술논문은 경영학 연구발표회(세미나)에서 발표된 것을 수록하고 있는 것이다.
회원은 일반회원(주로 학계)과 특별회원(주로 실업계)으로 나누며, 후자는 다시 특별 개인회원과 기관(단체) 회원으로 나누고 있으며, 회원수는 매년 증가일로에 있다.
즉, 각 대학의 경영학과 소속 교수는 물론 특별회원도 그 수가 매년 증가하고 있다.
한국경영학회는 1970년대에 들어 재출발하여 그 후 현저한 발전을 보여왔으나, 아직 이론·정책·사적(史的) 부문 등의 분야별 구분이나 이에 필요한 조직체제를 갖추지 못하고 있어 구미(歐美)제국이나 일본 등에 비해 아직 뒤떨어져 있다고 할 수 있다.